# Avola
Pour les articles homonymes, voir Avola (homonymie).
Avola (Àvula en sicilien) est une ville italienne de 31 342 habitants située dans la province de Syracuse en Sicile. Avola est célèbre pour le vin Nero d'Avola. Et pour ses amandes destinées à la fabrication de dragées.  
La pizzuta (it) (amande) est l'un des produits gastronomiques typiques de la commune.

## Géographie

Situation de la commune d'Avola sur une carte de la province de Syracuse.

## Histoire

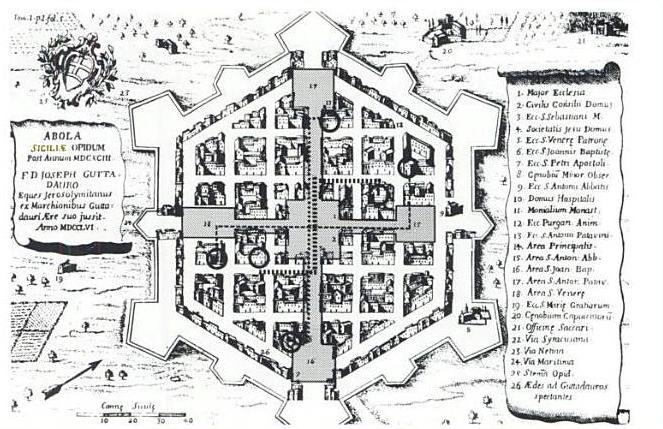
La ville d'Avola en 1756

La ville a été fondée par les Sicules environ XII ou XIII siècles av. J-C., à l'époque elle était reliée à la ville d'Hybla Major, du nom de la divinité pré-grecque.
La cité passa sous le contrôle des Romains en 227 av. J.-C., en même temps que toute la province de Syracuse. La ville d'Hybla Major disparaît dès le XIXe siècle, avec la domination de la Sicile par les peuples islamiques. La ville d'Aval gagna alors en indépendance, même si elle fut très vite rattaché à Syracuse.
Le 2 décembre 1968, des grèves organisées par les travailleurs agricoles de Avola provoquèrent l'intervention de la police de Catane tuant deux personnes et en blessant quarante-huit, dont cinq grièvement.

## Économie
L'économie de la ville est principalement liée aux produits agricoles et aux cultures locales comme la pêche. On retrouve des viticultures et des cultures d'agrumes à proximité de la ville d'Aval. La ville produit chaque année une fameuse cuvée de vin : il Nero d'Avola.

## Monuments et lieux d'intérêts

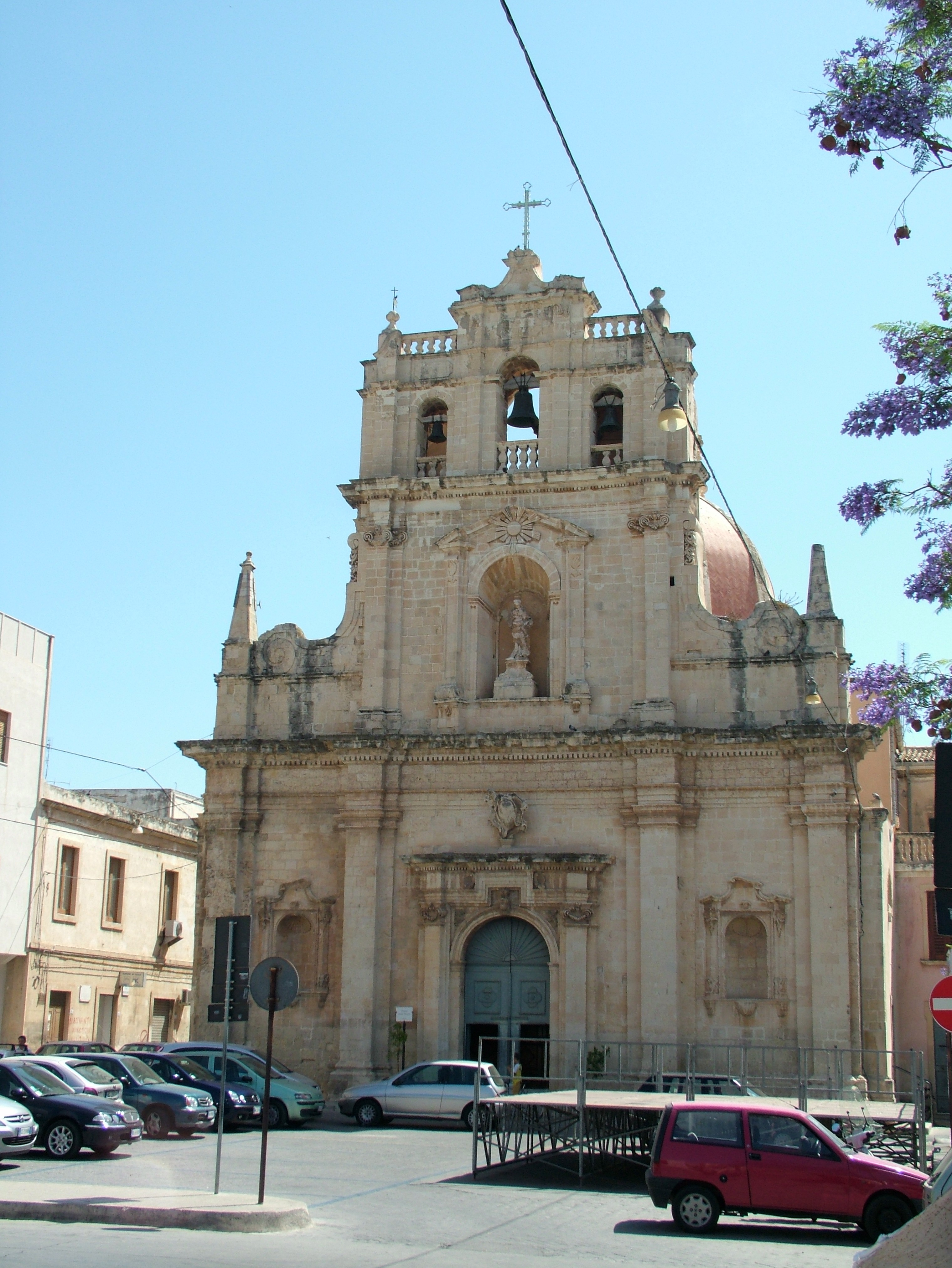
Église de Santa Venera

### Monuments religieux
- Église de Santa Venera
- Église de Saint-Jean
- Église de Saint-Antoine
- Église Madre Saint-Nicolas
- Église Notre-Dame du Mont Carmel
- Église de la Santissima Annunziata
- Église de la Sainte Croix
- Église de Santa Maria del Gesù
- Église Notre-Dame de Grace
- Église des Capucins
- Église du Sacré-Cœur de Jésus

## Évolution démographique
| 1861   | 1871   | 1881   | 1901   | 1911   | 1921   | 1931   | 1936   |
| ------ | ------ | ------ | ------ | ------ | ------ | ------ | ------ |
| 10 956 | 11 975 | 12 540 | 16 301 | 17 711 | 20 388 | 23 614 | 21 883 |

| 1951   | 1961   | 1971   | 1981   | 1991   | 2001   | 2011   | - |
| ------ | ------ | ------ | ------ | ------ | ------ | ------ | - |
| 24 756 | 27 453 | 29 241 | 30 627 | 31 322 | 31 289 | 31 328 | - |

## Administration
| Période                                  | Période  | Identité            | Étiquette | Qualité |
| ---------------------------------------- | -------- | ------------------- | --------- | ------- |
| 29 Mai 2007                              | En cours | Antonino Barbagallo | PDL       |         |
| Les données manquantes sont à compléter. |          |                     |           |         |

### Hameaux
Marina di Avola, Lido di Avola

### Communes limitrophes
Noto, Syracuse